# Inferno (banda sonora)
Inferno es la banda sonora de la película de Darío Argento del mismo título, estrenada como un LP de 15 pistas en 1980 por Atlantic Records, en 1981 por Cinevox y en formato de CD en el año 2000. La música fue compuesta e interpretada por el tecladista Keith Emerson, miembro de la banda de rock progresivo Emerson, Lake & Palmer.

## Generalidades y recepción
Como una selección de Nabucco de Giuseppe Verdi se toca en varias secuencias diferentes de la película, Argento encargó a Emerson que incluyera la pieza en su banda sonora. Emerson reorquestó el tiempo de "Va, pensiero" para imitar un viaje en taxi "rápido y lleno de baches" a través de Roma. Cuando Argento revisó el progreso de Emerson no reconoció inicialmente la remezcla, pero más tarde se complació al descubrir que fue usada para el viaje en taxi de Sara.
La música de Emerson tuvo una respuesta mixta de los críticos, algunos de los cuales la compararon desfavorablemente con la partitura de la banda Goblin para la película Suspiria de Argento (1977). Scott Meek de Time Out señaló que "la propia partitura de Argento [para Suspiria] fue reemplazada por truenos religiosos de los teclados de Keith Emerson". Una reseña del CD de Cinevox del año 2000 de Allmusic señala: "Las selecciones de teclado son poco notables, excepto por el final, "Cigarettes, Ice, Etc.", en el que Emerson utiliza todo su arsenal con un efecto excelente. Desafortunadamente, los segmentos corales suenan bastante pretenciosos y anticuados".
Michael Mackenzie del The Digital Fix opinó: "La música es más o menos adecuada y a veces aumenta la tensión, pero a menudo contradice lo que sucede en la pantalla, y ciertamente no es nada en comparación con la banda sonora de Goblin para Suspiria". Guido Henkel del sitio web DVD Review afirmó que la partitura de Emerson es "una pieza hermosa e impresionante" pero al mismo tiempo sintió que "con demasiada frecuencia las pistas se colocan donde no deberían estar o se rompen la tensión en lugar de ayudar a construirla".

## Lista de canciones
1. "Inferno (Main Titles Theme)" – 2:56
2. "Rose's Descent into the Cellar" – 4:58
3. "Taxi Ride (Rome)" – 2:15
4. "The Library" – 0:57
5. "Sarah in the Library Vaults" – 1:17
6. "Bookbinder's Delight" – 1:11
7. "Rose Leaves the Apartment" – 3:30
8. "Rose Gets It" – 2:04
9. "Elisa's Story" – 1:10
10. "A Cat Attic Attack" – 3:13
11. "Kazanian's Tarantella" – 3:34
12. "Mark's Discovery" – 1:23
13. "Mater Tenebrarum" – 2:38
14. "Inferno Finale" – 2:26
15. "Cigarettes, Ices, Etc." – 2:50
16. "Inferno Outtakes Suite" – 10:17 (Bonus track)